# ヤマハ・RZV500R
RZV500R（アールゼットブイごひゃくアール）は、ヤマハ発動機が1983年度にWGPマシン0W70型YZR500と同時開発を行い、1984年4月より販売を開始した、レーサーレプリカに分類されるオートバイである。

## 概要
当時のロードレース世界選手権GP500クラスに出場していた同社のワークスレーサー、「YZR500(0W61)」のレプリカモデルとして1984年よりヨーロッパ市場へ輸出されていた「RD500LC」の日本国内仕様として登場した。
YZRのフルレプリカという意欲的なコンセプトとメカニズムを持ち、潜在的な性能では4ストローク750ccを上回るとの評価を受けた同車であったが、国内でのメーカー希望小売価格が82万5000円と割高であった上、販売当初は小売りであるYSP店、１店につき１台ずつの限定販売であった。当時の日本では自動二輪免許の限定解除審査を受け、合格しなければ乗れなかった500ccという排気量のみのラインアップであったため、販売面では苦戦を強いられることになった不運な1台としても知られている（当時のビッグ2ストローク市場では、ヤマハは中型ライダーにはRZ350RRを用意しており、一方でライバルメーカーであるホンダは、NS500のレプリカモデルを400cc化したNS400Rとし、スズキはRG500のレプリカモデルをRG400Γ/500Γの2本立てとしていた）。

## 車両解説
搭載されているエンジンは、バンク角50度の499cc水冷2ストローク2軸V型4気筒。
V型4気筒と銘打って車体側面にも「V4」のデカールが誇らしく配されているものの、前バンク2気筒と後バンク2気筒がそれぞれ独立してクランク軸を持つ2軸クランクの構造で、2つのクランク軸に前後から挟まれる形でバランサーシャフトを内蔵した出力軸が置かれている。
吸気形式はレイアウトの都合上、前バンク2気筒がクランクケースリードバルブ式、後バンク2気筒がピストンリードバルブ式と違っており、開発に当たっては前後バンクそれぞれを別の並列2気筒エンジンとして設計・製作した上でキャブレターセッティングを行い、それらを合体して性能評価する手法が使われた。
RZ-Rシリーズと同じく、コンピュータによりエンジン回転数に合わせた排気タイミング制御を行う排気デバイス「YPVS」も採用されている。
輸出仕様であるRD500LCは88psを発生するエンジンをスチール製フレームに搭載していたのに対し、国内仕様であるRZV500Rは自主規制により64psとされた代わりにアルミ製ダブルクレードルとして軽量化が図られた。なおRD500LCがスチール製フレームを採用したのは欧州市場が剛性感を好んでいたことによるものである。
チャンバータイプのマフラーは、前バンク2気筒はエンジン下部を経由しての左右出しというオーソドックスな形状であったが、後バンク2気筒はシートレール下部に沿うようにシートカウル内を経由して、テールランプ左右から排気するために容量の確保が難しく、エンジン直後のエキゾーストパイプが左右にクロスしたうえでシートカウル内でも湾曲した形状をもつ特殊なものとなっている。
上述のように後バンク2気筒のマフラーが後方に向かって伸びていることで、リアのリンク式モノショックサスペンションは通常の位置に置けないため、スプリング・アブソーバー一体型のユニットを水平に寝かせてエンジン下の車体中央部に設置しており、前バンク2気筒のマフラーが左右に避ける様にレイアウトされている。